# Греъм Хърли
Греъм Хърли (на английски: Graham Hurley) е английски продуцент на телевизионни и документални филми и писател на произведения в жанра трилър, криминален роман и исторически роман.

## Биография и творчество
Греъм Хърли е роден през ноември 1946 г. в Клактън он сий, Есекс, Англия. Печели стипендия и учи в лондонско учибище-интернат. Завършва с бакалавърска и магистърска степен по английска филология Кеймбриджкия университет. След дипломирането си работи като сценарист за телевизията на Южна Англия. После става изследовател, продуцент и режисьор. Заедно с Робърт Балард заснема останките на Титаник и Бисмарк. Режисира и продуцира документални филми за ITV, включително за опита на Ричард Брансън да пресече Атлантическия океан с балон. Печели редица национални и международни награди за дейността си в продължение на 20 години. Дълги години живее в Портсмут, където пише и като репортер за „Портсмут нюз“.
Първият му роман „Rules of Engagement“ (Правила на ангажираността) е романизация на едноименния сериал на ITV и е издаден през 1990 г. През 1991 г. напуска работата си и се посвещава на писателската си кариера.
Става известен с поредицата си „Джо Фарадей“, в която главен герой е полицейският инспектор Джо Фарадей, а действието на сюжетите се развива в Портсмут. Поредицата е екранизирана в периода 2011 – 2016 г. във френския сериал „Deux flics sur les docks“.
Греъм Хърли живее със семейството си в Ексмут, Девън.

## Произведения

### Самостоятелни романи
- Rules of Engagement (1990)
- Reaper (1991)
- The Devil's Breath (1993)
Дяволско дихание, изд.: ИК „Компас“, Варна (1995), прев. Димчо Димов
- Thunder in the Blood (1994)
Смразяващо кръвта, изд. „Албор“ (1995), прев. Емилия Димитрова
- Sabbathman (1995)
- The Perfect Soldier (1996)
- Heaven's Light (1997)
- Nocturne (1998)
- Permissible Limits (1999)

### Серия „Джо Фарадей“ (DI Joe Faraday)
1. Turnstone (2000)
2. The Take (2001)
3. Angels Passing (2002)
4. Deadlight (2003)
5. Cut to Black (2004)
6. Blood and Honey (2006)
7. One Under (2006)
8. The Price of Darkness (2008)
9. No Lovelier Death (2009)
10. Beyond Reach (2010)
11. Borrowed Light (2010)
12. Happy Days (2012)

- Backstory (2012) – история за създаването на поредицата

### Серия „Джими Сътъл“ (Jimmy Suttle)
1. Western Approaches (2012)
2. Touching Distance (2013)
3. Sins of the Father (2014)
4. The Order of Things (2015)

### Серия „Вътрешни войни“ (Wars Within)
1. Finisterre (2016)
2. Aurore (2017)
3. Estocada (2018)
4. Raid 42 (2019)
5. Blood of the Wolf (2020)

### Серия „Енора Андресън“ (Enora Andresson)
1. Curtain Call (2019)
2. Sight Unseen (2019)

### Участие в общи серии с други писатели

#### Серия „Най-търсените“ (Most Wanted)
- The Chop (2008)
- The Ghosts of 2012 (2009)

от серията има още 5 романа от различни автори

### Новели
- Two kinds of dying (2012)
- Strictly No Flowers (2012)

### Документалистика
- Lucky Break? (1983)
- Airshow (1998)
- Estuary (2012) – мемоари

### Екранизации
- 1975 – 1976 Homicide – ТВ сериал, 6 епизода
- 1989 Rules of Engagement – ТВ минисериал
- 1991 Bergerac – ТВ сериал, 1 епизод
- 2011 – 2016 Deux flics sur les docks – ТВ сериал, 11 епизода, по поредицата „Инспектор Джо Фарадей“

### Режисьор и продуцент
- 1986 Titanic: The Nightmare and the Dream – документален
- 1986 National Geographic Video: Secrets of the Titanic – документален
- 1988 The London Programme – ТВ сериал, 1 епизод